# ネリソパム
ネリソパム（英：Nerisopam、GYKI-52322、EGIS-6775）は、2,3-ベンゾジアゼピン誘導体である薬物であり、トフィソパムに関連する。動物実験では強い抗不安薬、抗精神病薬としての作用がある。

## 関連記事
- ベンゾジアゼピン